# (828) Lindemannia
(828) Lindemannia es un asteroide perteneciente al cinturón de asteroides descubierto el 29 de agosto de 1916 por Johann Palisa desde el observatorio de Viena, Austria.
Está nombrado en honor del ingeniero de origen alemán Adolf Friedrich Lindemann (1846-1931).